# Vijfhuizen (Achtkarspelen)
Vijfhuizen is een kleine buurtschap in de gemeente Achtkarspelen, gelegen in de Nederland provincie Friesland. De gemeenschap telt circa 100 inwoners.